# Курганівка
Курга́нівка — село в Україні, у Грицівській селищній громаді Шепетівського району Хмельницької області. Населення становить 100 осіб.

## Географія
Село протікає річка Білка.

## Історія
У 1906 році село Лабунської волості Ізяславського повіту Волинської губернії. Відстань від повітового міста 38 верст, від волості 15. Дворів 79, мешканців 607.